# Roy Williams (basket-ball)
Roy Allen Williams, né le 1er août 1950 à Marion, en Caroline du Nord, est un entraîneur américain de basket-ball.
Il commence sa carrière d'entraîneur avec l'équipe universitaire des Tar Heels de l'université de Caroline du Nord à Chapel Hill en tant qu'entraîneur adjoint de Dean Smith en 1978. Quatre ans plus tard, les Tar Heels remportent le championnat national (NCAA). En 1988, Williams devient entraîneur-chef des Jayhawks de l'université du Kansas. En 2003, Williams quitte le Kansas pour retourner en Caroline du Nord, et remplace l'entraîneur des Tar Heels, Matt Doherty (en). Au total, il est entraîneur-chef des Tar Heels pendant 18 saisons.
Il entre au National Collegiate Basketball Hall of Fame en 2006 et au Basketball Hall of Fame en 2007.

## Biographie

### Enfance et débuts
Williams naît à Marion, en Caroline du Nord,. Il passe ses premières années dans les petites villes de l'ouest de la Caroline du Nord, Marion et Spruce Pine. Puis, sa famille déménage à proximité d'Asheville, où il grandit.
Williams joue au basket-ball et au baseball à la T.C. Roberson High School d'Asheville, en Caroline du Nord, pendant quatre ans. Au basket-ball, il joue pour l'entraîneur Buddy Baldwin, qui l'a beaucoup inspiré.
Williams joue ensuite dans l'équipe de l'université de Caroline du Nord à Chapel Hill sous la direction de l'entraîneur Dean Smith. Lorsque Williams est étudiant en deuxième année, il demande à son entraîneur s'il peut assister à ses entraînements. Williams se porte également volontaire pour tenir les statistiques de Smith lors des matchs à domicile et travaille dans les camps d'été de Smith.

## Vie privée
Williams et sa femme ont un fils et une fille. Son fils, Scott, a joué pour l'université de Caroline du Nord en 1997-1998 et 1998-1999.
En 2009, Algonquin Books a publié l'autobiographie de Williams, Hard Work: A Life On and Off the Court, co-écrite par Tim Crothers. Dans ce livre, Williams parle de sa vie, y compris de celle de son enfance difficile, des hauts et des bas de sa carrière d'entraîneur et de la décision difficile de quitter le Kansas pour la Caroline du Nord en 2003.
Williams subit une intervention chirurgicale le 19 septembre 2012 pour retirer une tumeur de son rein droit.
En mars 2021, Williams et son épouse Wanda font don de 3 millions de dollars à l'université de Caroline du Nord pour soutenir diverses bourses d'études pour l'UNC. Williams a également fait un don de 600 000 $ à la suite de la pandémie de Covid-19 pour offrir des bourses d'études aux athlètes dont la saison 2020 a été écourtée.